# Shadow Fight 2
Shadow Fight 2 (срп. Борба Сенки 2) је акциона игрица која је предвиђена за мобилне уређаје (Андроид и ИОС). Борба Сенки 2 је игра улога (енг. Role-playing game) борилачка игирца направљена од стране компаније Nekki. Ова игра омогућава избор безбројних смртоносних оружја и ретких комплета оклопа. Наставак је борбене игре Facebook Shadow Fight из 2011. године. Прва верзија игре је покренута 9. октобра 2013, с тим што је цела игра објављена широм света 1. маја 2014. године и за Андроид и ИОС, као и за Windows 8 и 8.1, 27. јануара 2015. године. Такође игра је касније пренесена на Xbox и на PS4.
У овом уводу приповедач (који је главни лик) открива да је био легендарни борац. На свом путовању како би пронашао достојног противника, наишао је и отворио Врата сенки, ослобађајући демоне и ефективно се смањио у сенку. Сада мора да путује светом да победи шест демона у сенци (Линкс, Пустињак, Месар, Васп, Удовица и Шоуган), поред разних других противника и телохранитеља демона, и да нађе начин да исправи своју грешку слањем демона назад. Касније такође путује кроз Капију и стиже на другу страну, где мора победити ванземаљског ратног вођу Титана и спасити свет. Играчи започињу игру као ненаоружана силуета. Затим им се дају једноставне подуке које их упознају са игром.
Игра такође укључује компоненту за више играча, где играч ради заједно са другим играчима како би победио осам вечних демона у подземљу, укључујући Вулкано, Мегалит, Фунгус, Вортекс, Фатум, Аркос, Хоаксен, Карцер, Дракаина и Тенебрис.

## Прича
Главни лик-приповедач преноси да је он био најјачи нинџа и да је био непобедив. У жељи да пронађе достојног противника отворио је врата сенки из којих су изашли легендарни демони сенке. Када је отворио врата његово тело се аутоматски претворило у сенку. Да би се некако вратио у нормалу и послао демоне из сенке одакле су дошли морао је прво да их порази. Иако је само сенка свог бившег тела, он се враћа свом Сенсеи-у који је изненађен што види свог бившег ученика у овом стању, али ипак пристаје да му помогне у његовој мисији. Након кратког водича (који учи играча основним контролама), сенки и Сенсеи стижу у село где долазе са Мајем, ковачем који нуди да им помогне у њиховом путовању. Овде се Сенка сусреће и са првим демоном, Линкс-ом, који је вођа лиге атентатора познатих под називом "Ред", и, као и сви други демони, поставио се као владар села, приморавши сенку да победи његову петорицу телохранитеља пре него што се суочи са њим. Будући да је сваки телохранитељ тежи од претходног, сенки су потребне комплетне бочне мисије (турнири, изазови и опстанак) који играчу дају новац за надоградњу своје опреме и повећање одређених статистика. На крају, сенка поражава Линксове телохранитеље, а затим се бори против демона у борби 1 на 1. Побеђујући, сенка добија Линксов древни печат, који ће му, у комбинацији са онима других демона, дати могућност да запечати врата сенки и пошаље демоне назад.
Сенка, којој су се придружили Сенсеи и Мај, путује од села до села, тражећи да победи сваког демона и затражи њихов печат, а истовремено се приближава капијама сенки. На крају, један по један, демони су поражени и дају Сенци свој печат, омогућавајући му да напредује. Демони су: Пустињак, који је моћан мађионичар и отворио је властиту школу магије (иако сви његови ученици потајно планирају да га убију и украду његову магију за себе); Месница, који је вођа малолетничке банде; Васп, која је ћерка гусарског краља и убила је оца како би тражила титулу за себе; Удовица, лепа колико је и смртоносна и може учинити да сваки мушкарац падне за њу; и на крају, Шоуган, који је некада био самурај лојалан своме господару, служио му је све до смрти, али сада је уништио град којим је некад владао његов господар и који жели да уништи сваки остатак његове заоставштине. Након пораза од Шоугана, сенка напокон стиже до капија-врата сенки, али пре него што их затвори, зауставља га свих шест демона, који га желе спречити да их пошаље назад у свет сенки.

## Игра
Борба сенки 2 је игра са лаким контролама и задивљујућим животним детаљима. Играчи имају велики избор оружја, оклопа,кацига и магије које могу да комбинују по својој вољи. Играчи такође могу да надограђују своју опрему и да је тако ојачавају. У игрици играчи могу да купују и надограђују своју опрему различитим валутама. Постоје 3 валуте, а то су: новчанице, драгуљи и кугла сенки.
Игра се састоји из 7 делова. Играчи ће путовати кроз сваки део, и у сваком делу ће поразити демоне и затворити капије сенки. Игра садржи многобројне изазове, а на крају ће се суочити са моћним освајачем у завршном делу.
Поред главне приче, доступно је још неколико врста игре који проширују садржај игре. У Борби Сенки 2 постоје модови као што су турнир, изазов, опстанак и још много тога. Ако играчи желе још већи изазов, имају могућност да изазову помрачење, што ће повећати потешкоће и омогућити им да понове борбе са много јачим непријатељима. У Борби Сенки 2 постоји и врста игре са више играча (Raid). Играчи ће се аутоматски спустити у подземну мапу где могу изазивати моћне противнике у сарадњи са другим играчима.

## Опрема
Оклоп служи како би заштитио играча од напада и ојачао обичан не наоружан напад. Постоје 2 врсте оклопа а то су обичан и супер оклоп. Обичан оклоп може се купити и новчаницама и драгуљима, а супер оклоп само драгуљима. Супер оклоп се аутоматски прилагођава на ниво играча.
Кацига служи како би смањила штету од удараца у главу. Исто као и код оклопа постоје 2 типа а то су обичне кациге и супер кациге, супер кациге се такође прилагођавају на ниво играча.
Оружја на близину служе како би играчи правили већу штету противнику. Користе се тако што играч кликне на дугме за обичан ударац. Када непријатељ избије оружје онда се играч бори голим рукама. Скоро сва оружја се могу купити у продавници осим специфичних оружја. Међу оружјима на близину убрајају се: ножеви, бодежи, боксери, мачеви, сабље, палице, штапови, секире, косе и друга оружја.
Оружја на даљину имају исту корист као оружја на близину, само што се користе како би направила штету непријатељу из даљине. Међу оружјима на даљину убрајају се: ножеви за бацање, лукови и стреле, шурикени, пиштољи, секире за бацање и слично.
Магије се користе како би играч направио још већу штету непријатељу. Да би играч користио магију мора да има специјалну огрлицу. Постоје 2 врсте огрлица, а то су обична и магична огрлица. Постоји више врста магија, а неке од тих су: ватра, вода, лед, мрак, муња и слично.
Такође постоји и специјална верзија игре која постоји само за ИОС и Андроид платформе.